# Sistema delle tre età
Il sistema delle tre età è un sistema scientifico di periodizzazione della preistoria umana. Scopo del sistema è formare una cronologia delle società umane che non hanno lasciato alcuna testimonianza scritta.
Secondo tale sistema, tutte le società umane hanno attraversato, durante la preistoria, tre tappe nel loro sviluppo. Tali tappe sono contraddistinte dall'uso di tre differenti materiali, disposti lungo una scala evolutiva: la pietra, il bronzo, il ferro. Le tre fasi dell'evoluzione umana nella preistoria prendono il nome quindi di età della pietra, età del bronzo ed età del ferro.

## Storia
La sequenza delle tre età, ispirata alle quattro età dei metalli della mitologia classica (come sono elencate ad esempio ne Le opere e i giorni di Esiodo), fu esposta per la prima volta dal religioso francese Nicolas Mahudel il 12 settembre 1734 davanti all'Académie des inscriptions et belles-lettres e poi pubblicata nel 1740 con il titolo "Les Monumens les plus anciens de l'industrie des hommes, des Arts et reconnus dans les pierres de Foudres".  L'idea fu ripresa a metà Settecento dal parroco della Cornovaglia William Borlase, membro della Royal Society, nei suoi testi sui fossili locali (The Antiquities of Cornwall, 1769; Observations on the Islands of Scilly, 1756; Natural History of Cornwall, 1758).
Infine nel 1836 Christian Jürgensen Thomsen, curatore del Museo Nazionale Danese di Copenaghen, per primo attribuì delle date precise a questa sequenza di epoche e rimane ancora oggi un riferimento noto e utilizzato dagli archeologi. Lo svedese Sven Nilsson (1787-1883), professore di zoologia a Lund, lo adottò pochi anni dopo nel suo libro Skandinaviska Nordens Orinvanare (che fu tradotto in inglese nel 1868 col titolo The Primitive Inhabitants of Scandinavia). Nel 1865 l'inglese John Lubbock (lord Avebury) suddivise ulteriormente l'età della Pietra in due periodi, che egli designò con i termini di «Paleolitico» ("Pietra antica") e «Neolitico» ("Pietra nuova"). Nel 1872 il francese Gabriel de Mortillet suddivise il Paleolitico nei suoi tre stadi ancora oggi in uso (Inferiore, Medio e Superiore), mentre nel 1881 introdusse anche i cinque stadi "litici": Chelleano, Acheulano, Musteriano, Solutreano e Magdaleniano (tutti ancora in uso, tranne il primo).
A questi stadi Henri Breuil ("l'abate Breuil") nel 1912 aggiunse l'Aurignaziano, ponendolo tra Musteriano e Solutreano. Quando, nello stesso anno, Robert Schmidt usò lo schema francese per classificare i risultati dei suoi scavi in Germania, lo schema divenne internazionale.
La suddivisione dell'evoluzione umana in periodi, in funzione del tipo di materiali usati per la realizzazione di manufatti, ha ovviamente motivazioni pratiche da un punto di vista archeologico; altrettanto evidentemente, però, si tratta di una suddivisione che astrae da molti altri fattori non meno importanti, quali il tipo di organizzazione sociale, il tipo di cibo usato per il sostentamento, l'evoluzione del linguaggio, della religione e via dicendo.
Man mano che gli studiosi trovano i mezzi per raccogliere informazioni, o formulare ipotesi, su questi altri elementi, il sistema delle tre età risulta via via più limitativo. In particolare, esso può essere applicato in modo sufficientemente definito soltanto in relazione all'ambito geografico-culturale rispetto a cui è stato inizialmente definito, ovvero Europa, Medio Oriente, Africa del Nord e Asia orientale e meridionale.